# Макондо
Макондо (исп. Macondo) — вымышленный город в Колумбии, фигурирующий в романе Габриэля Гарсиа Маркеса «Сто лет одиночества». В Макондо живут представители семьи Буэндиа, главные герои книги. Там же проходит действие сериала «Сто лет одиночества», вышедшего в 2024 году.

## В культуре
Макондо впервые упоминается в повести Габриэля Гарсиа Маркеса «Палая листва» и рассказе «День после субботы», потом — в романе «Недобрый час» («Проклятое время»). В Макондо разворачиваются основные события, описанные в романе «Сто лет одиночества». Его основывает первый представитель семьи Буэндиа, и в течение действия романа Макондо превращается из маленького, почти полностью изолированного поселения в большой и богатый город, а потом погибает. Этот город показан в сериале «Сто лет одиночества», вышедшем на экраны в 2024 году. В первом тизере шоу можно увидеть работу декораторов, костюмеров и бутафоров над декорациями Макондо.
Маркес, по его собственным словам, взял название Макондо с вывески на въезде на банановую плантацию. Писатель утверждает, что Макондо — это местное название дерева Cavanillesia platanifolia, которое растёт в Колумбии. Считается, что вымышленный город наделён многими чертами Аракатаки, малой родины Маркеса. В июне 2006 года в Аракатаке прошёл референдум по вопросу о переименовании города в Макондо, но порог явки не был преодолён.
Название Макондо как отсылка к произведениям Маркеса встречается во многих произведениях современной культуры. Так, в фильме 1974 года «Китайский квартал» фигурируют «Апартаменты Эль Макондо» (режиссёр признался, что связь с творчеством Маркеса здесь действительно существует). Песня «Макондо» есть в альбоме российской рок-группы «Би-2» «Молоко» (2006). Пережившая нашествие ленивцев и ягуаров деревня, сменившая название на Макондо, упоминается в фантастическом романе Кима Стэнли Робинсона «2312», причём она находится в Колумбии. Так называется поселение латиноамериканских беженцев на окраине Вены.